# Istruzione in Tunisia
Il settore dell'educazione in Tunisia si propone l'istruzione e la formazione dei tunisini.

## Contesto
Da quando la Tunisia ottenne l'indipendenza dalla Francia, nel 1956 , il sistema scolastico tunisino ha fatto grandi progressi. La politica della Tunisia ha infatti concentrato i propri sforzi per sviluppare un sistema educativo che può formare una ricchezza di capitale umano che è in grado di far fronte alle mutevoli esigenze di una nazione in via di sviluppo. I grandi impegni di riforma a partire dai primi anni 1990 , le politiche macroeconomiche prudenti e una maggiore integrazione commerciale nell'economia globale hanno creato un ambiente favorevole alla crescita. Questo ambiente ha portato a risultati positivi nel settore dell'istruzione, ponendo la Tunisia davanti a paesi con reddito simile e sulla buona strada per raggiungere gli obiettivi del Millennium Development Goals . Secondo l'Indice di Sviluppo Umano nel 2009 , la Tunisia è classificata 98ª su 182 paesi, e 2° e per la regione del Medio Oriente e Africa del Nord , subito dopo la Giordania. 
L'educazione è la prima priorità del governo, con oltre il 20% del suo bilancio destinato all'istruzione nel 2005 - 2006 
Dal 2006, la spesa pubblica per investimenti è del 7% del PIL 3.

## Ordinamento scolastico

### Istruzione di base
L'istruzione di base dura nove anni e si divide in due fasi: sei anni di scuola elementare e tre anni di istruzione preparatoria (corrispondente alla scuola secondaria di primo grado italiana).

### Istruzione secondaria
I quattro anni di istruzione secondaria sono aperti ai possessori di diploma di istruzione di base. sono divisi in due fasi:
la fase di un anno accademico a carattere generale e la fase di tre anni di istruzione specialistica.  Tutti i diplomati di istruzione secondaria possono accedere all'università o entrare nel mondo del lavoro.

### Istruzione superiore universitaria
L'istruzione superiore universitaria in Tunisia ha conosciuto una rapida crescita con un numero di studenti più che triplicato in dieci anni: da circa 102 000 nel 1995 a 365 000 nel 2005. 
L'iscrizione all'Università dopo il diploma di scuola secondaria, nel 2007 è del 31%, con un rapporto tra ragazzi e ragazze di uno a cinque.